# 霞海路
霞海路（Siahai Rd.）為高雄市仁武區的南北向道路，北起於高楠公路、民族一路交界路口，末端於榮總路口銜接榮佑路。是仁武區霞海重劃區至左營區高雄榮民總醫院的重要道路。

## 行經行政區域
- 仁武區高楠里
- 左營區福山里

## 沿線設施
（由北至南）
- 興泰實業股份有限公司
- 全家便利商店高雄紅樓店
- 7-Eleven願橋門市，於2024年11月4日開幕[3]
- 台慶不動產高雄霞海榮總加盟店
- 九番埤溼地公園
- 全聯福利中心仁武霞海店
- 高雄榮民總醫院

## 公車資訊
- 小黃公車
  - 紅50：捷運生態園區站－九番埤濕地公園－榮總側門－榮總健康照護大樓（皇冠大車隊營運）

## 公共自行車
- 高雄市公共自行車租賃系統：
  - 民族霞海路口：民族一路1188號(前人行道)
  - 霞海榮總路522巷口：霞海路/榮總路522巷(西北側)
  - 九番埤濕地公園：霞海路/霞海東一街(東南側)

## 相關連結
- 高雄市主要道路列表